# 類疊
類疊是修辭法的一種，在文句中同一個詞彙或語句接二連三的重複使用便稱為類疊，可達到反覆強調，凸顯重點的效果。

## 疊字
同一字詞接連地使用。
- 例如：「唧唧復唧唧，木蘭當戶織。」(出自《木蘭辭》)
- 例如：「青青河畔草，鬱鬱園中柳。盈盈樓上女，皎皎當窗牖。娥娥紅粉妝，纖纖出素手。」（出自《古詩十九首》）
- 例如：「是是非非何時了，煩煩惱惱幾時休?」
- 例如：「快快樂樂出門，平平安安回家。」
- 例如：「就看這店堂裏，熱鍋燒炒著那玩意，大家吃吃喝喝又是另回子事兒。」（朱西寧《劊子手》）
- 例如：「尋尋覓覓，冷冷清清，淒淒慘慘戚戚。乍暖還寒時候，最難將息。」（李清照《聲聲慢》）
- 例如：「家家泉水，戶戶垂楊。」（劉鶚《老殘遊記·大明湖》）

## 類字
同一字詞間隔地使用。
- 例如：「是故無貴、無賤、無長、無少，道之所存，師之所存也。」（出自韓愈《師說》）
- 例如：「多少西瓜，多少渾圓的希望！」（出自余光中《車過枋寮》）
- 例如：「或列隊而出，或千里單騎，或比肩齊步，或互相追逐。」（洪醒夫 《紙船印象》）
- 例如：「不在乎天長地久，只在乎能講多久。」(大眾電信行動電話廣告詞)
- 例如：「什麼都有，什麼都賣，什麼都不奇怪。」（(雅虎奇摩Yahoo!拍賣廣告詞)）

## 疊句
同一文句連接地使用。
- 例如：「亡之！命矣夫？斯人也，而有斯疾也！ 斯人也，而有斯疾也！」（出自《論語·雍也》）
- 例如：「少年不識愁滋味，愛上層樓，愛上層樓，為賦新詞強說愁。」(出自辛棄疾《醜奴兒》)
- 例如：「盼望著！盼望著！東風來了，春天的腳步近了。」（朱自清《春》）
- 例如：「關心石上的苔痕，關心敗草裡的鮮花，關心這水流的緩急，關心水草的滋長。」（徐志摩《我所知道的康橋》）

## 類句
同一文句間隔地使用。
- 例如：「子曰：『天言何哉？四時行焉，天言何哉？』」（出自《論語·陽貨》）
- 例如：「靠近一點，你可以再靠近一點。」（出自SK-II青春露廣告詞）
- 例如：「讓我愛難平，恨難消，情難滅，夢難了，心難過，你卻放手。」（出自信樂團歌曲《一了百了》）